# Pont couvert du chemin River
Le pont couvert du chemin River (en anglais : River Road Covered Bridge) est un pont couvert, portant le chemin Veilleux sur la rivière Missisquoi à Troy au Vermont.
Construit en 1910 avec un treillis de Town, le pont était le seul pont couvert survivant à Troy avant qu'il ne brûle le 6 février 2021. Il présentait aussi une variation du treillis Town par rapport à d'autres pont typiques de ce genre. Il a été inscrit au registre national des lieux historiques en 1974.

## Situation et accès
Le pont couvert de la route fluviale est situé dans une zone rurale du centre de Troy, près de l'extrémité est du chemin Veilleux. Il enjambe la rivière Missisquoi dans une orientation à peu près est-ouest.

## Histoire

### Construction
Le pont est construit en 1910 mais son constructeur est inconnu. C'est le seul pont couvert de Troy. En plus de sa construction en treillis inhabituelle, le pont a également un toit exceptionnellement large et des contreforts extérieurs en bois que l'on ne trouve généralement pas sur les ponts couverts.

### Incendie
Le 6 février 2021, vers 11 h, très endommagé par un incendie causé par une motoneige ayant pris feu sur celui-ci, la charpente se fragilise et le pont s'écroule.

## Structure
Le pont repose sur des culées de pierre et de béton. Il s'agit d'une poutre en treillis Town à une travée longue de 28,7 m et large de 4,4 m, avec une voie de 3,7 m. Il est recouvert d'un toit en métal et son extérieur est revêtu d'un parement en planches verticales. Le parement ne monte pas jusqu'au toit, laissant une bande ouverte entre eux. Contrairement à la plupart des fermes en treillis Town, celle-ci a trois cordes au lieu de quatre, et ses joints sont fixés avec des chevilles simples au lieu d'un doublé.